# 福爾斯 (北卡羅萊納州)
福爾斯（英語：Falls）是位於美國北卡羅萊納州韋克縣的非建制地區。

## 歷史
福爾斯的郵局於1884年設立，其後於1909年停運。

## 地理
福爾斯所處的海拔為高於海平面61米（即200英呎），而該地所採用的時區為UTC-5，即北美东部时区（EST）。同時該地設有夏令時間，為UTC-5調快一小時，即UTC-4（EDT）。